# Jacques Dodelier
Jacques Marie Louis Dodelier (Brest, 10 novembre 1903 – Dire Daua, 16 dicembre 1940) è stato un militare e aviatore francese, particolarmente distintosi nel corso della seconda guerra mondiale. Decorato con la Croce di Cavaliere della Legion d'onore, l'Ordre de la Libération e la Croix de guerre 1939-1945. Mort pour la France.

## Biografia
Nacque a Brest, nel Finistère, il 10 novembre 1903, figlio di Henri, colonnello dell'esercito. Desideroso di intraprendere la carriera militare, nel 1922 entrò all'École spéciale militaire de Saint-Cyr (promozione "Metz et Strasbourg"). Uscito dall'accademia con il grado di sottotenente, frequentò la Ecole de cavalerie di Saumur, divenendo successivamente capitano degli Spahis. Ottenne il brevetto di osservatore dall'aeroplano nel 1926 e tra il 1930 e il 1937 effettuò numerosi voli di ricognizione. Nel 1933 fu insignito della Croce di Cavaliere della Legion d'onore per essersi distinto nella repressione della rivolta in Marocco. All'atto della dichiarazione di guerra alla Germania nazista, il 3 settembre 1939, si trovava in servizio al GAO-586 (Groupement Aérien d’Observation) di stanza a Madjaz-Al-Bab situata a circa 40km a sud-ovest di Tunisi.  Nel giugno 1940 fu quindi assegnato al Groupe de bombardement 1/61 a Youks-les-Bains.  Al momento della firma dell'armistizio del 22 giugno 1940, prestava servizio Youks-les-Bains, una base situata nei pressi di Tébéssa in Algeria.
Nel pomeriggio del 1° luglio 1940, due bombardieri Martin 167 Maryland del Groupe de bombardement 1/61 decollarono da Youks-les-Bains e si diressero verso est, diretti in Egitto. A bordo vi erano cinque aviatori che si rifiutarono di deporre le armi dopo l'armistizio. Il primo aereo, pilotato dal maresciallo Raymond Rolland, trasportava il capitano Roger Ritoux-Lachaud. Il secondo era pilotato dal maresciallo capo  Yves Trécan, accompagnato dal capitano Jacques Dodelier, osservatore, e dal sergente maggiore Robert Cunibil.
I due aerei atterrarono a Marsa Matrouh dopo un volo di quattro ore e mezza. Gli aviatori annunciarono la loro intenzione di continuare a combattere a fianco degli inglesi. Due ore dopo, i due bombardieri decollarono nuovamente, e guidati da un piccolo aereo da collegamento britannico, volarono verso il quartier generale della Royal Air Force a Bogush. Il giorno successivo, i due aerei atterrarono a Heliopolis, in Egitto.
L'8 luglio, i cinque fuggitivi si unirono alla RAF Volunteer Reserve e, con il rinforzo di una decina di altri dissidenti, tra cui il tenente osservatore Pierre de Maismont e del sergente meccanico René Bauden, formarono la prima di tre piccole unità aeree francesi. Si trattava dell'Escadrille Française Libre de Grande Reconnaissance no 1 (French Bomber Flight no 1) di cui egli assunse il comando, l'Escadrille Française Libre de Chasse no 2 (Free French Flight no 2 capitano Paul Jacquier)  e l'Escadrille Française Libre de Liaison no 3 (Free French Flight no 3, maresciallo capo Lornez).
Il 13 luglio, l'unità lasciò Eliopoli per Aden, dove arrivò nella tarda mattinata successiva, giorno della festa nazionale francese, dopo aver trascorso la notte a Port Sudan. Durante il viaggio, il pilota del Martin 167 Maryland Warrant Officer Trécan, con lui e Cunibil a bordo, deviò deliberatamente dalla rotta e sorvolò le città di Massaua e Assab, controllate dagli italiani, per una ricognizione a vista. Questa fu la prima missione di guerra condotta contro il nemico da un equipaggio francese "dissidente".
Assunse il comando della Escadrille quando essa fu assegnata al No.8 RAF Squadron della RAF. Nei cieli dell'Abissinia, effettuò missioni di ricognizione e fornì informazioni sui movimenti delle truppe e sull'attività aerea nemica. Il 16 dicembre 1940, durante una missione di ricognizione fotografica su Dire Daua, il suo aereo fu abbattuto a Mello, 30 chilometri a nord di Dire Daua, da un caccia italiano Fiat C.R.42 Falco. Dei quattro membri dell'equipaggio, lui , il sottufficiale pilota Yves Trécan e il sergente radio Ronan Michel persero la vita, solo Cunibil riuscì a lanciarsi con il paracadute. Fu poi incorporato a titolo postumo nelle Forces aériennes françaises libres (matricola 35.083).